# Annika Belshaw
Annika Belshaw (Steamboat Springs, 13 giugno 2002) è una saltatrice con gli sci statunitense.
È sorella di Erik, a sua volta saltatore con gli sci.

## Biografia
Attiva in gare FIS dal settembre del 2017, la Belshaw ha esordito in Coppa del Mondo il 27 gennaio 2018 a Ljubno (39ª) e ai Campionati mondiali a Oberstdorf 2021, dove si è classificata 37ª nel trampolino normale, 10ª nella gara a squadre e 12ª nella gara a squadre mista; ai Mondiali di Planica 2023 si è piazzata 31ª nel trampolino normale, 32ª nel trampolino lungo, 10ª nella gara a squadre e 10ª nella gara a squadre mista e a quelli di Trondheim 2025 è stata 18ª nel trampolino normale, 26ª nel trampolino lungo, 7ª nella gara a squadre e 6ª nella gara a squadre mista.

## Palmarès

### Coppa del Mondo
- Miglior piazzamento in classifica generale: 40ª nel 2023 e nel 2024